# Maurizio Rossi
Maurizio Rossi (Rímini, Emilia-Romaña, 20 de diciembre de 1962) fue un ciclista italiano que fue profesional entre 1984 y 1990. En su palmarés destaca la victoria a la Giro del Vèneto de 1986 y a la Semana Siciliana de 1987.

## Palmarés
- 1976
  - 1º en la Coppa Varignana
- 1977
  - 1º en la Coppa Caivano
- 1983
  - 1º en el Trofeo Papó Cervi
- 1986
  - 1º en el Giro del Vèneto
  - Vencedor de una etapa de la Vuelta en el País Vasco
- 1987
  - 1º en la Semana Siciliana y vencedor de una etapa

## Resultados en las grandes vueltas
| Carrera         | 1985  | 1986 | 1987 | 1988 | 1989 | 1990 |
| --------------- | ----- | ---- | ---- | ---- | ---- | ---- |
| Giro de Italia  | 102.º | 73.º | 89.º | Ab.  | 43.º | 55.º |
| Tour de Francia | -     | -    | -    | -    | -    | -    |
| Vuelta a España | -     | -    | -    | -    | -    | 43.º |